# Châtel-Saint-Germain
Châtel-Saint-Germain település Franciaországban, Moselle megyében. Lakosainak száma 1869 fő (2022. január 1.). Châtel-Saint-Germain Amanvillers, Lessy, Lorry-lès-Metz, Moulins-lès-Metz, Rozérieulles, Sainte-Ruffine, Scy-Chazelles és Vernéville községekkel határos.

## Népesség
A település népességének változása:
| Lakosok száma | 1443 | 1854 | 1799 | 2144 | 1982 | 1827 | 1873 | 1916 | 1913 | 1869 |
|               | 1968 | 1982 | 1990 | 2006 | 2013 | 2015 | 2017 | 2019 | 2020 | 2022 |